# Simonas Kairys

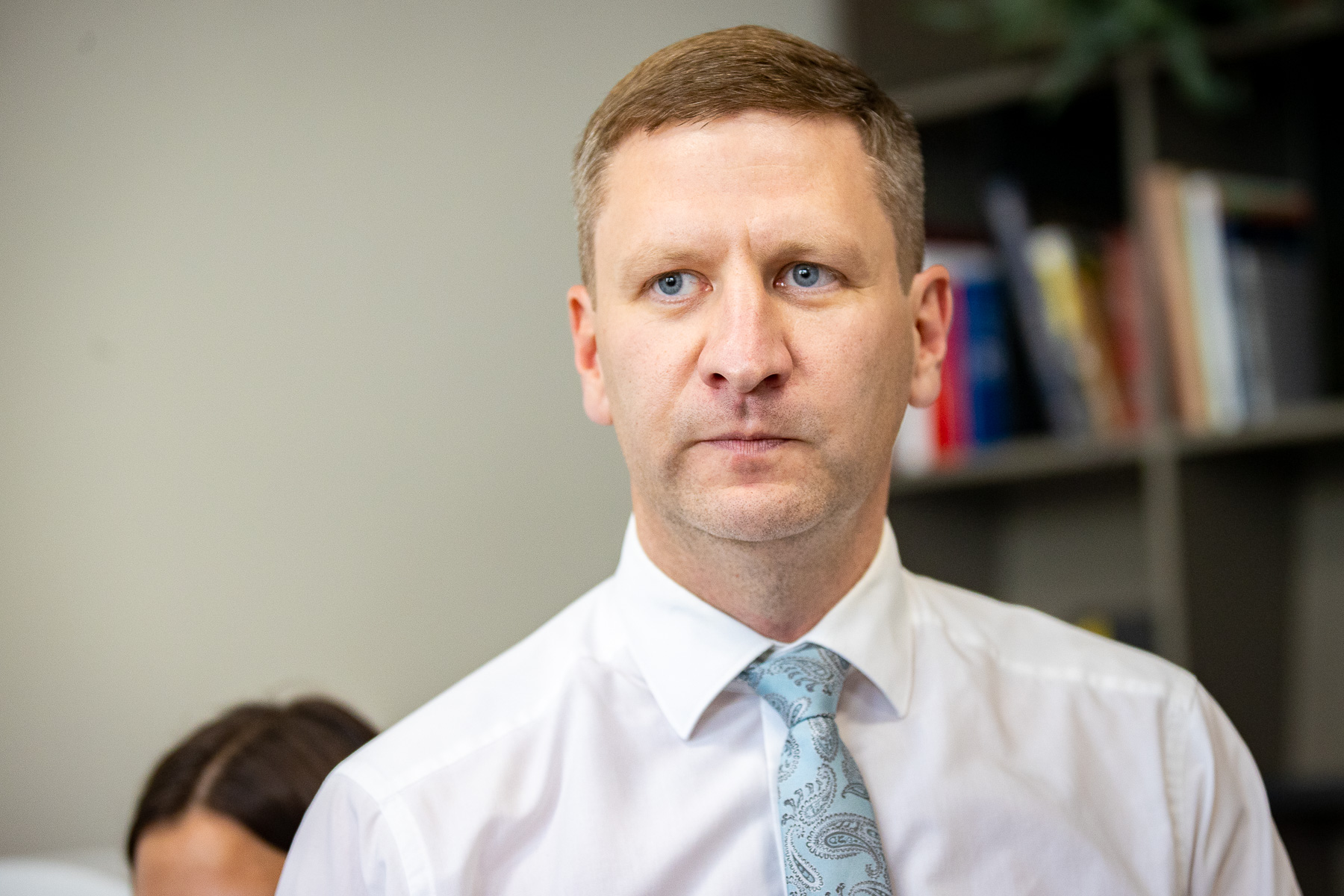
Simonas Kairys (2023)

Simonas Kairys (* 19. April 1984 in Telšiai) ist ein litauischer liberaler Politiker, Seimas-Mitglied, ehemaliger Kulturminister. 

## Leben
Nach dem Abitur 2003 absolvierte er 2007 das Bachelorstudium der Politikwissenschaft an der Vytautas-Magnus-Universität in Kaunas und 2011 das Masterstudium des Rechts und Verwaltung an der Mykolas-Romeris-Universität in Vilnius. Kairys arbeitete als Berater des Bürgermeisters in der Stadtverwaltung Kaunas, als Spezialist im Postunternehmen AB Lietuvos paštas und als Projektleiter bei Liberaliosios minties institutas, Gehilfe des Vizebürgermeisters Mikaitis. Er ist Vorstandsmitglied von VŠĮ Lietuvių išeivijos institutas.
Ab 2015 war er Vizebürgermeister der Stadtgemeinde Kaunas.
Von Dezember 2020 bis Dezember 2024 war er Kulturminister Litauens im Kabinett Šimonytė, geleitet von Ingrida Šimonytė, ernannt von Gitanas Nausėda. Seit November 2024 ist er Mitglied im 14. Seimas. 
Er war Mitglied von Liberalų ir centro sąjunga. Er nahm bei Parlamentswahl in Litauen 2012 im Wahlbezirk Kalniečiai teil. Seit 2008 ist er Mitglied von Lietuvos Respublikos liberalų sąjūdis.
Ab 2011 war er Mitglied im Stadtrat Kaunas.
2022 wurde er mit dem Verdienstorden der Ukraine vom ukrainischen Präsidenten Wolodymyr Selenskyj ausgezeichnet.
Im Februar 2024 schrieb Russland Simonas Kairys zur Fahndung aus.